# Mastère Spécialisé
Un Mastère Spécialisé (MS) o "Specialized Master" o "Advanced Master" es un título académico de maestría (o máster) francés, y por lo tanto de postgrado, en negocios o ingeniería creado en 1986 por la Conférence des Grandes Écoles. 
Existen variaciones en el formato de dichos programas en cuanto a su contenido y método de enseñanza. La duración es de 1 año, existe una modalidad para gente con mayor experiencia empresarial llamado Mastère Spécialisé ejecutivo y que generalmente estudia a tiempo parcial, con una duración de 2 años y que se compagina con la carga laboral. 
- Tiempo parcial: Se realiza el master unos pocos días a la semana, el resto de día se trabaja.
- Tiempo completo: Dedicación exclusiva no compatible con horario laboral.
- Fines de semana: Normalmente los viernes por la tarde y los sábados todo el día. Suele ser compatible con la jornada laboral.

Muchas especialidades de Mastère Spécialisé permiten a los estudiantes especializarse o concentrarse en un área (aeronáutica, marketing, logística, informática, economía, etc.).